# The Big Bang
The Big Bang – siódmy solowy album amerykańskiego rapera o pseudonimie Busta Rhymes. Ukazał się 13 czerwca 2006 nakładem wytwórni Flipmode Entertainment. Gościnnie pojawili się m.in. Stevie Wonder i Rick James. Album zadebiutował na pierwszym miejscu na listach przebojów ze sprzedażą wynoszącą ponad 209.000. 4 sierpnia 2006 album uzyskał status złotej płyty. Do 22 listopada 2008 krążek sprzedał się w liczbie ponad 613.000 egzemplarzy.

## Lista utworów
Opracowano na podstawie źródła.
| #  | Tytuł                      | Gościnnie              | Producent             | Sample                               | Czas |
| -- | -------------------------- | ---------------------- | --------------------- | ------------------------------------ | ---- |
| 1  | "Get You Some"             | Q-Tip Marsha Ambrosius | Dr. Dre & Mark Batson |                                      | 3:45 |
| 2  | "Touch It"                 |                        | Swizz Beatz           |                                      | 3:35 |
| 3  | "How We Do It Over Here"   | Missy Elliot           | Dr. Dre               |                                      | 3:36 |
| 4  | "New York Shit"            | Swizz Beatz            | DJ Scratch            |                                      | 3:01 |
| 5  | "Been Through The Storm"   | Stevie Wonder          | Sha Money XL          | Felix Cavaliere - "Everlasting Love" | 4:06 |
| 6  | "In the Ghetto""           | Rick James             | DJ Green Lantern      | Rick James – "Ghetto Life"           | 3:53 |
| 7  | "Cocaina"                  | Marsha Ambrosius       | Dr. Dre               |                                      | 3:32 |
| 8  | "You Can’t Hold The Torch" | Q-Tip Chauncey Black   | J Dilla               | Minnie Riperton – "Inside My Love"   | 3:30 |
| 9  | "Goldmine"                 | Raekwon                | Erick Sermon          |                                      | 3:45 |
| 10 | "I Love My Bitch"          | will.i.am Kelis        | will.i.am             |                                      | 3:47 |
| 11 | "Don't Get Carried Away"   | Nas                    | Dr. Dre               |                                      | 3:30 |
| 12 | "They're Out to Get Me"    | Mr. Porter             | Mr. Porter            |                                      | 5:02 |
| 13 | "Get Down"                 |                        | Timbaland             |                                      | 3:40 |
| 14 | "I'll Do It All"           | LaToyia Williams       | Jellyroll             |                                      | 5:02 |
| 15 | "Legend of the Fall Offs"  |                        | Dr. Dre               | Return to Forever – "Do You Ever"    | 4:40 |